# Czernyola ornata
Czernyola ornata är en tvåvingeart som beskrevs av Willi Hennig 1938. Czernyola ornata ingår i släktet Czernyola och familjen träflugor. Inga underarter finns listade i Catalogue of Life.